# Mecanog
Mecanog é um programa de código aberto voltado principalmente para facilitar a aprendizagem da datilografia com o computador.

## Prestações
Teclado virtual com vários ajustes. Apresentação de mãos virtuais para indicar mais facilmente o dedo a usar.
Multiplicidade de possibilidades de exercícios: pré-estabelecidos, com palavras aleatórias e desde o portapapeis (com o texto que haja copiado de um editor que esteja aberto). Com modalidades acadêmica e de jogo.
Apresentação dos resultados, e individualmente.
Ajuste da medida das letras e do teclado virtual por maior comodidade da vista ou por pessoas com dificuldade visual. Preparado para pessoas que requerem o leitor de tela.
Possibilidade para usar o programa como um editor simple. Pode ser de interesse para:
1. Os emigrantes, e tradutores ou escritores que usam idiomas de escritura completamente diferente. Isso lhes permite ver o teclado virtual quando eles não tiverem o real teclado necessário.
2. Pessoas com deficiências severas podem escrever texto. Porém, devem poder usar um rato adaptado ou cursor e clicar no teclado virtual.
3. Demonstração, em um médio audiovisual, do uso do teclado de computador durante na introdução a informática.
Edição e seleção de distintas:
Posições dos dedos e das mãos, útil para pessoas que só podem usar uma só mão ou lhe falte algum dedo.
Caracteres das teclas e de edição padrões de caracteres para palavras aleatórias.
Criação automática de exercícios pré-estabelecidos.
Dispõe de ajudas contextuais, que aparecem pulsando F1.